# آيت ايمور (اكفاي)
آيت ايمور هي إحدى مشيخات المملكة المغربية، تتبع جغرافيا لعمالة مراكش وإداريًا لاكفاي. يقدر عدد سكانها بـ 22031 نسمة حسب الإحصاء الرسمي للسكان والسكنى لسنة 2004.